# Venningen (Adelsgeschlecht)

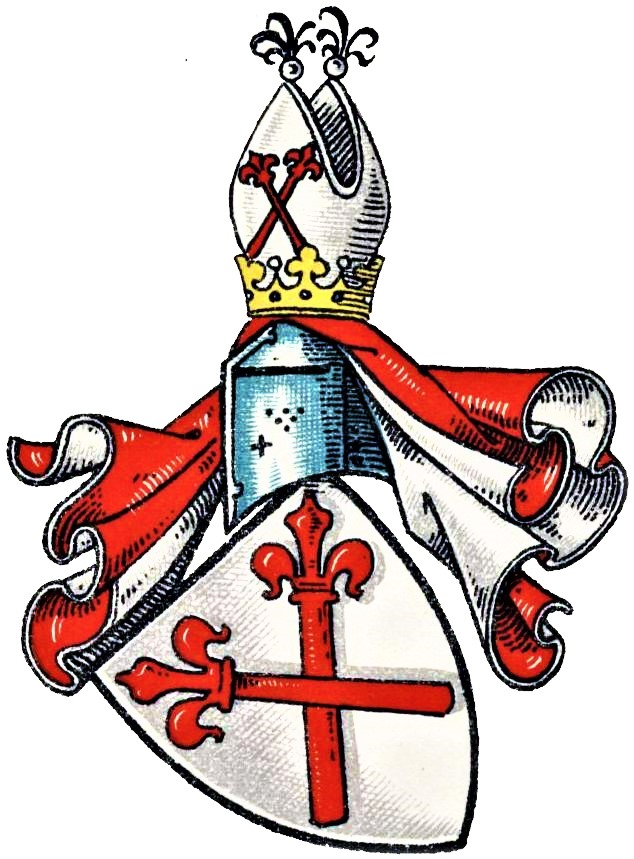
Stammwappen derer von Venningen im Wappenbuch des Westfälischen Adels

Die Herren von Venningen sind ein altes schwäbisches Rittergeschlecht, das sich im 14. Jahrhundert auf den Kraichgau konzentrierte. Die Familie hatte Besitz an mehreren Orten rund um Sinsheim, stellte im 15. Jahrhundert zwei Bischöfe und bekleidete höchste Ämter am Hof der Kurpfalz und im Deutschen Orden. Bedeutende Familiensitze waren auf Burg Neidenstein, Schloss Eichtersheim, Schloss Grombach und Burg Steinsberg. Die größte Besitzfülle hatte Carl Philipp von Venningen (1728–1797), kurpfälzischer Regierungspräsident, der den gesamten Familienbesitz auf sich vereinte. Die Familie besteht bis heute fort und besitzt noch Teile ihrer angestammten Rittergüter.

## Familiengeschichte
Das Geschlecht der Herren von Venningen stammt vermutlich aus Unterfinningen im oberen Donauraum und lässt sich erstmals im 13. Jahrhundert als Ganerben in Bietigheim mit Verwandten im benachbarten Remmingen nachweisen. Nachdem sie von den Grafen von Württemberg im 14. Jahrhundert aus Bietigheim verdrängt wurden, finden sich Vertreter des Geschlechts als Dienstmannen der Grafen von Oettingen im Kraichgau, wo die Venningen ab 1319 in Neidenstein und ab 1361 in Hilsbach nachzuweisen sind. Die Familie war zeitweise weit verzweigt und erwarb umfangreichen Besitz. So erwarben sie 1418 Burg und Dorf Eschelbronn, 1429 ein Drittel von Königsbach, 1498 Burg und Dorf Grombach, 1517 Burg Steinsberg und 1541 die Grundherrschaft in Eichtersheim.
Die Familie stellte mit Siegfried III. († 1459) und Johann V. († 1478) Bischöfe in Speyer und Basel, außerdem erreichten Abkömmlinge der Familie höchste Ämter im Deutschen Orden und am Hof der Kurpfalz. Bedeutende Familiensitze der frühen Neuzeit befanden sich in Eichtersheim, Neidenstein, Grombach und Königsbach.
Ab 1522/1523 führten die Herren von Venningen die Reformation in ihren Dörfern ein. Die Familie war zunächst lutherisch, später wurde ein Zweig wieder katholisch, der später die im Mannesstamm ausgestorbenen protestantischen Zweige ersetzen würde.
Mit Ottheinrich von Venningen starb die Neidensteiner Linie 1611 aus und Burg und Ort Neidenstein fielen an die Hilsbacher Linie, die seit 1517 auf der Burg Steinsberg saß. 1612 erlosch auch die Königsbacher Linie im Mannesstamm. Bis um 1700 war die Familie noch weit verzweigt, doch schon 1731 war Carl Philipp von Venningen (1728–1797) der letzte männliche Nachkomme, der den gesamten Besitz der Familie auf sich vereinte und einen Familienfideikommiss schuf. Unter seinen Söhnen bildeten sich zwei Linien. Der Hilsbacher und Neidensteiner Besitz kam an die Eichtersheimer Linie, die 1907 ausstarb, woraufhin die jüngere Grombacher Linie den Besitz auf sich einte, die seit Carl Theodor Heribert von Venningen-Ullner von Diepurg (1806–1874) den Beinamen Ullner von Diepurg trägt. Carl Theodor war einer von mehreren Gatten der britischen Adligen und Abenteurerin Jane Digby, die eine gemeinsame Mutter aller heute lebender Venningens ist.
Das Schloss Eichtersheim wurde 1969 und die Burg Steinsberg 1972 an die jeweilige Gemeinde verkauft. Die Familie bewohnt heute den alten Stammsitz auf Burg Neidenstein im Kraichgau sowie Schloss Riegerting in Oberösterreich, das sie 1829 erwarb. Der Besitz in Grombach ist seit der Mitte des 19. Jahrhunderts verpachtet.

## Bedeutende Angehörige

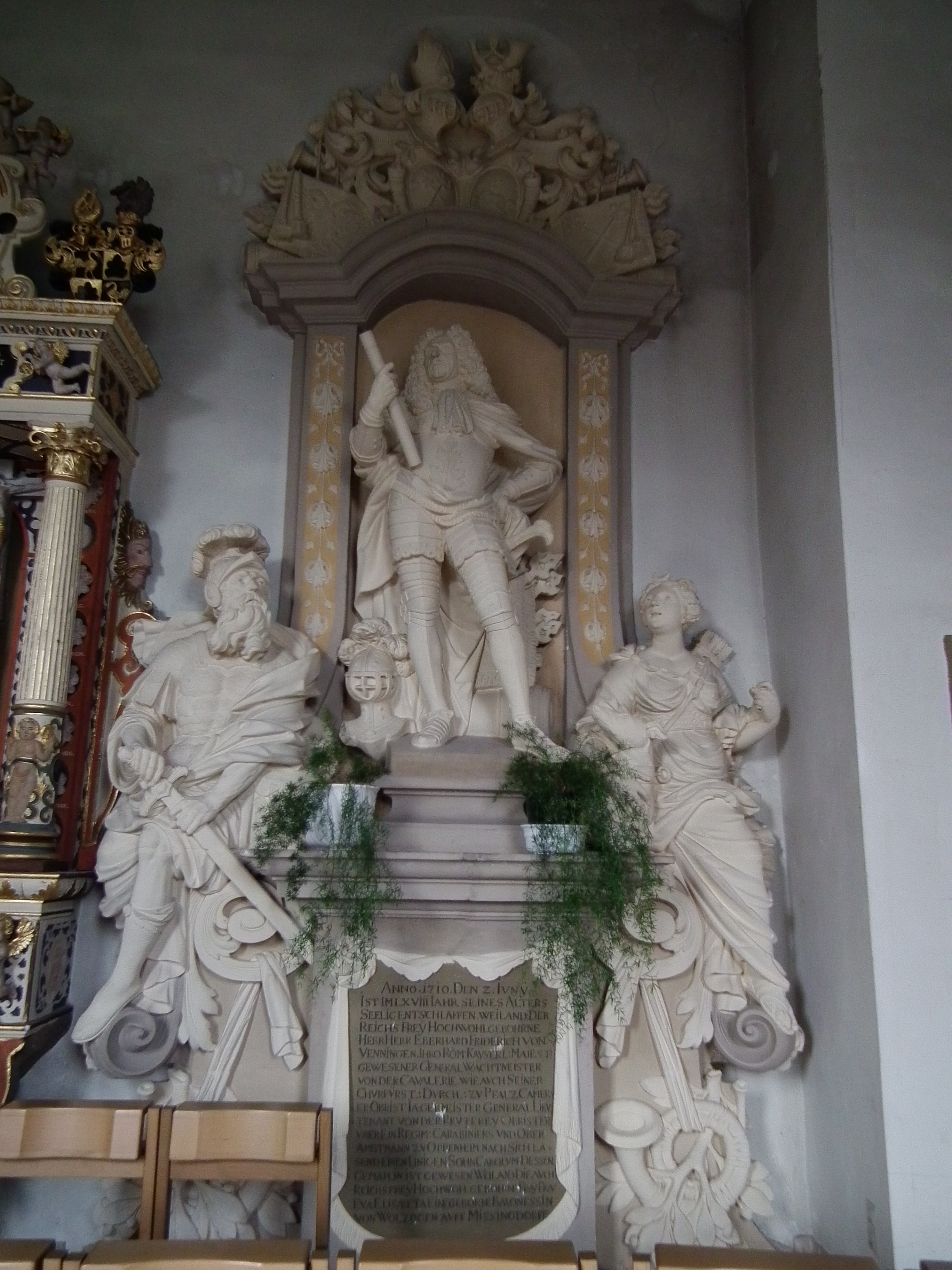
Epitaph Eberhard Friedrich von Venningen († 1710) in Neidenstein

Aus der Neidensteiner Linie gingen bedeutende Persönlichkeiten hervor:
- Siegfried von Venningen († 1393), Deutschmeister des Deutschen Ordens
- Johann von Venningen († 1425), Faut des kurpfälzischen Oberamts Heidelberg
- Johann von Venningen († 1432), Hofmeister der Kurpfalz in Heidelberg
- Johann von Venningen († 1444), Vitztum der Kurpfalz in Neustadt
- Johann V. von Venningen († 1478), Bischof von Basel und Gründer der dortigen Universität
- Siegfried III. von Venningen († 1459), Bischof von Speyer
- Jost von Venningen († 1455), Deutschmeister des Deutschen Ordens
- Margaretha von Venningen († 1505), Zisterzienserin, Äbtissin im Kloster Rosenthal (Pfalz)
- Stephan von Venningen († 1530), Ortsherr in Grombach, das er 1498 erwarb
- Erasmus von Venningen († 1589), Hofrichter in Heidelberg, Obervogt in Neuenbürg
- Ottheinrich von Venningen († 1611), Herr auf Neidenstein
- Eberhard Friedrich von Venningen (1642–1710), kurpfälzischer Generalleutnant
- Carl Philipp von Venningen (1728–1797), Regierungspräsident und Oberamtmann in kurpfälzischen Diensten
- Friedrich Anton von Venningen (1765–1832), Intendant am Mannheimer Theater
- Karl von Venningen-Ullner von Diepurg (1866–1914), Sportfunktionär

Eine bedeutende Grablege der Neidensteiner Linie der Herren von Venningen ist die Evangelische Kirche in Neidenstein.

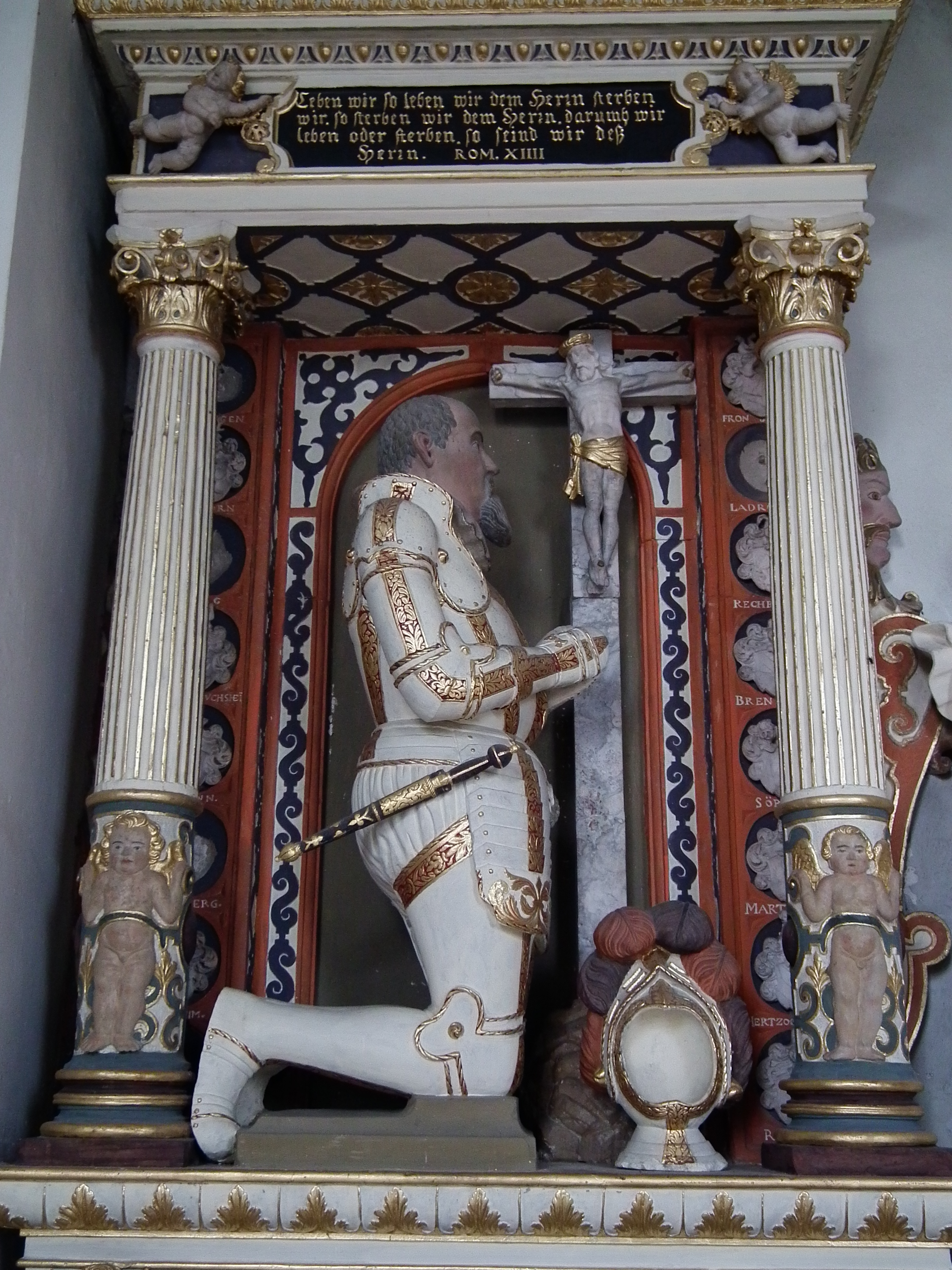
Epitaph Ottheinrich von Venningen († 1611) in Neidenstein
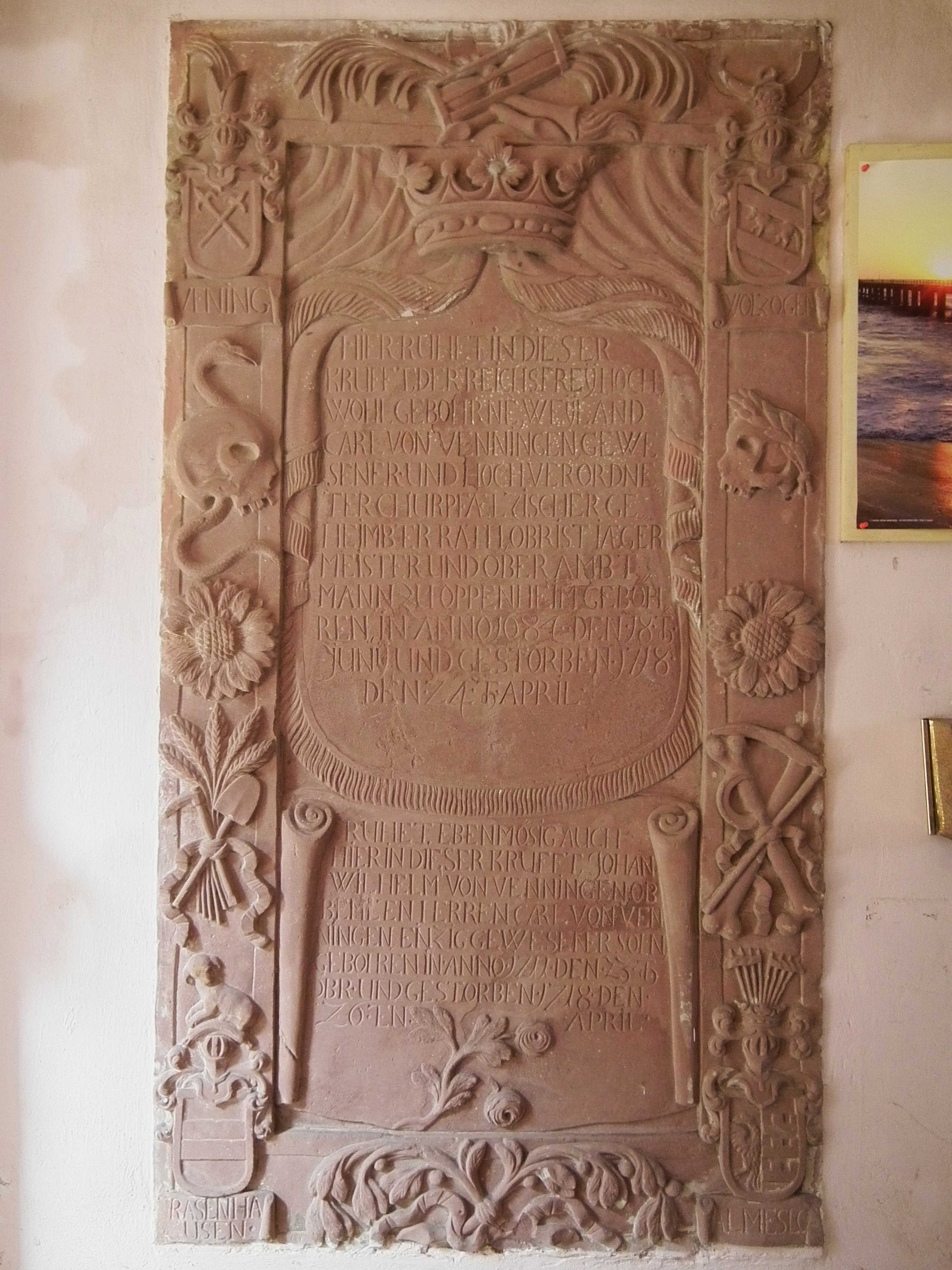
Grabplatte Carl von Venningen († 1718) in Neidenstein
Stifterscheibe des Jakob von Venningen 1497 aus der Kirche in Dühren
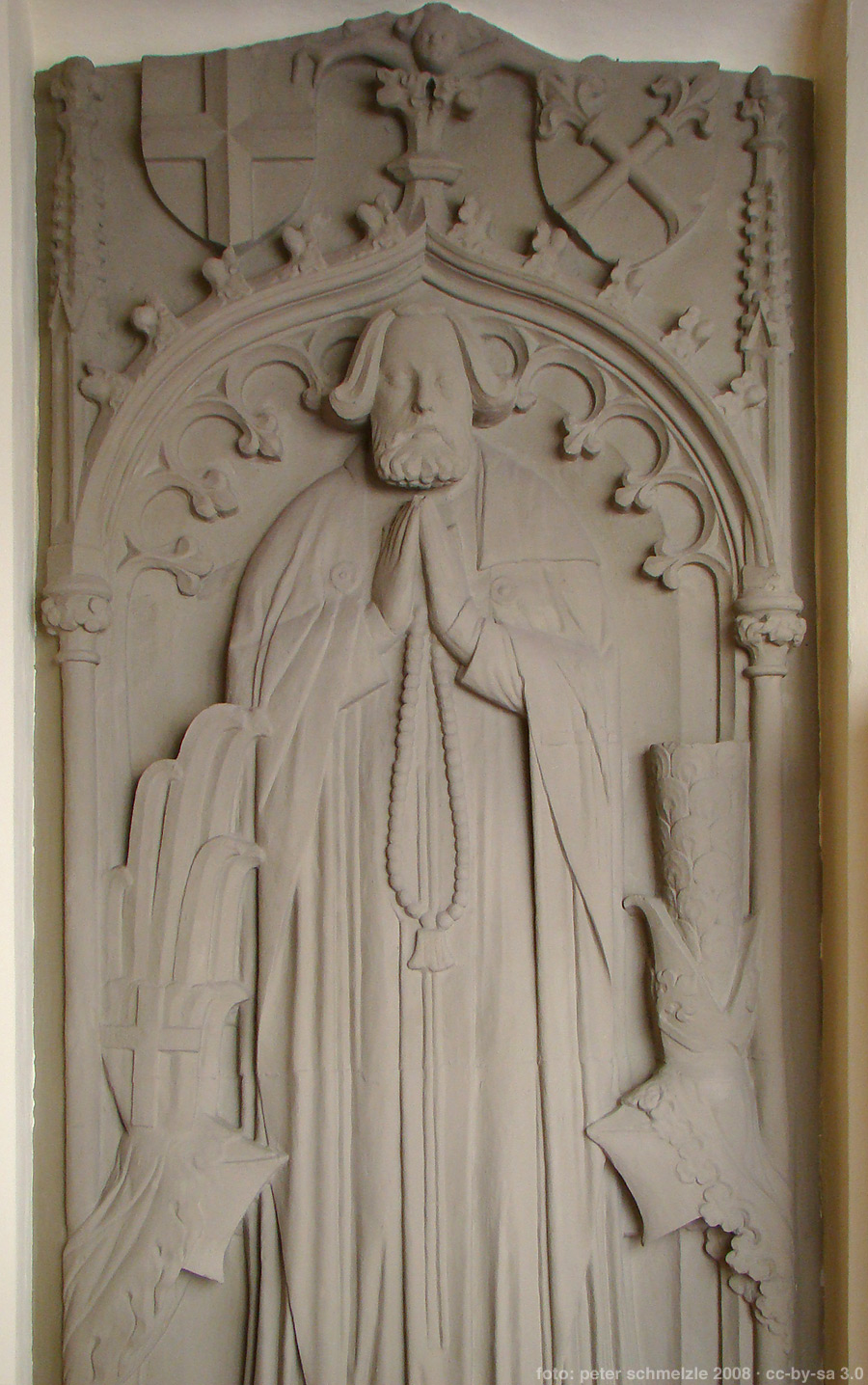
Grabplatte Deutschmeister Jost von Venningen in Schloss Horneck in Gundelsheim
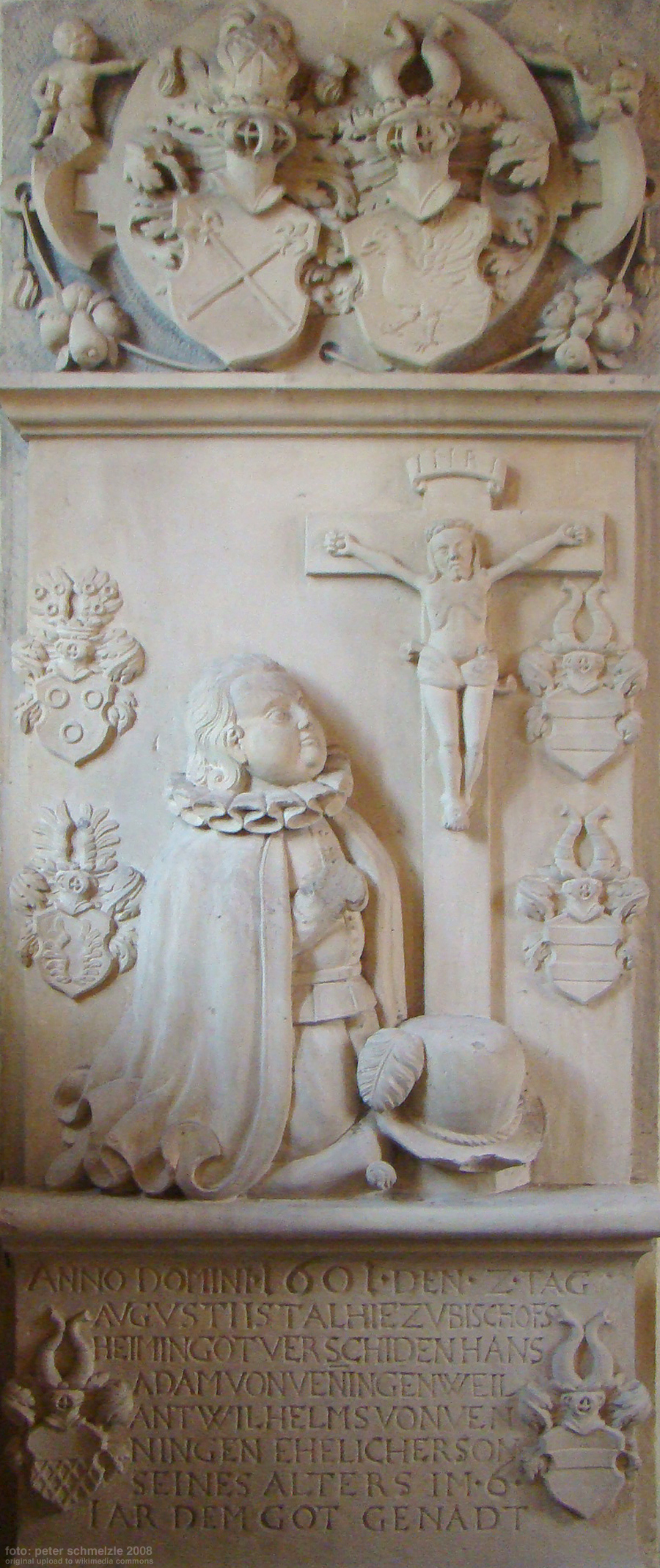
Epitaph Hans Adam von Venningen († 1601), Sohn Wilhelms von Venningen und der Helena von Helmstatt, in der Totenkirche in Neckarbischofsheim
Stephan von Venningen mit St Georg. Im Hintergrund die Wappen derer von Venningen und seiner Frau Margarete, geb. von Gemmingen 1516. Fresko in Burg Neidenstein
Wappenscheibe der Herren von Venningen 1596

## Besitzungen

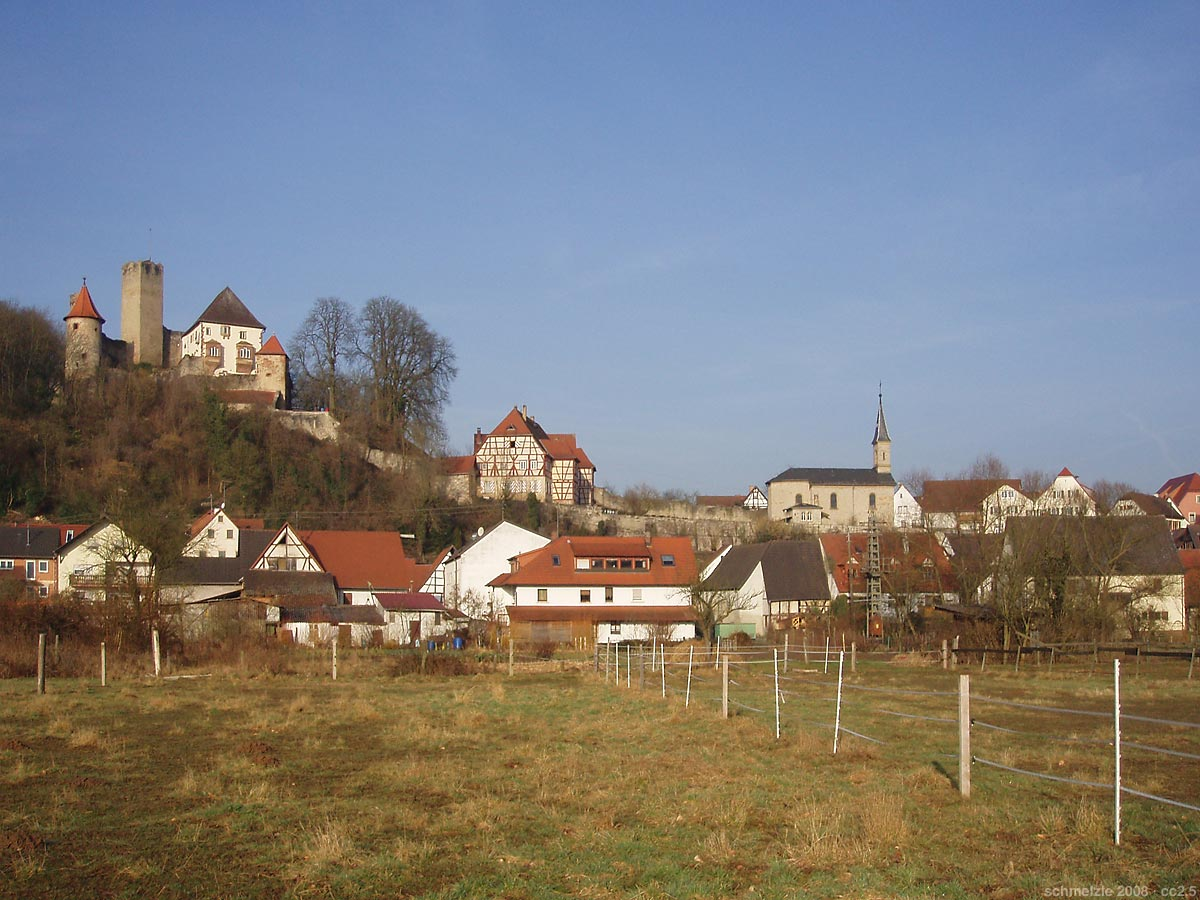
Burg Neidenstein, Vorburg und Dorf (Rhein-Neckar-Kreis in Baden-Württemberg)

Unter anderem gehörten der Familie die Dörfer Neidenstein, Daisbach (bis ins 15. Jahrhundert), Zuzenhausen, Eschelbronn, ab 1498–1588 und erneut ab 1697/1702 Grombach und ab 1557 Eichtersheim. Dazu kamen Besitzungen in Hilsbach, Reihen und weiteren Dörfern im Kraichgau.
Stammsitz der Familie ist bis heute die Burg Neidenstein. Die im 13. Jahrhundert errichtete Burganlage wurde 1319 erstmals erwähnt, als sie ein Reichslehen des Friedrich von Venningen war. Wandmalereien im Palas datieren von 1516. Im 16. Jahrhundert wurde die Burg ausgebaut und um die Vorburg erweitert; das dortige repräsentative Renaissance-Herrenhaus erbaute 1538 Erasmus von Venningen. Die Linie Venningen-Neidenstein starb 1611 aus, ihre Erbfolge trat die Linie Venningen-Hilsbach an. Philipp von Venningen zog 1667 nach Eichtersheim über. In der Folge verfiel die Burg zur Ruine, erst um 1900 wurde der Palas wieder bewohnbar gemacht und in den 1960er Jahren erneut saniert. Heute wird die Burg wieder von der Familie bewohnt.
Schloss Eichtersheim, seit 1541 Besitz der Herren von Venningen, die dort als freie Reichsritter zum Ritterkanton Kraichgau gehörten; 1963 zog der Besitzer Maximilian Freiherr von Venningen zurück nach Neidenstein und verkaufte Schloss Eichtersheim an die Ortsgemeinde. Das Hilsbacher Schloss wurde als Herrenhaus mit spätgotischem Treppenturm 1521 erbaut.
Schloss Grombach wurde 1498 erworben und 1544 im Stil der Renaissance umgebaut. Nach einer Unterbrechung im 17. Jahrhundert sind die Venningen seit um 1700 wieder im Besitz der Anlage, die sie jedoch seit Mitte des 19. Jahrhunderts verpachten.
Die Burg Steinsberg, auf der Hans von Venningen bereits von 1422 bis 1429 als kurpfälzischer Vogt amtiert hatte, wurde 1517 von der Familie erworben und bis 1972 gehalten.
1829 erwarb Freiherr Philipp von Venningen auch Schloss Riegerting bei Ried im Innkreis/Oberösterreich, zusammen mit dem Schloss Mairing und dem halben Teil von Schloss Aspach. Schloss Riegerting wird bis heute von der Familie bewohnt.

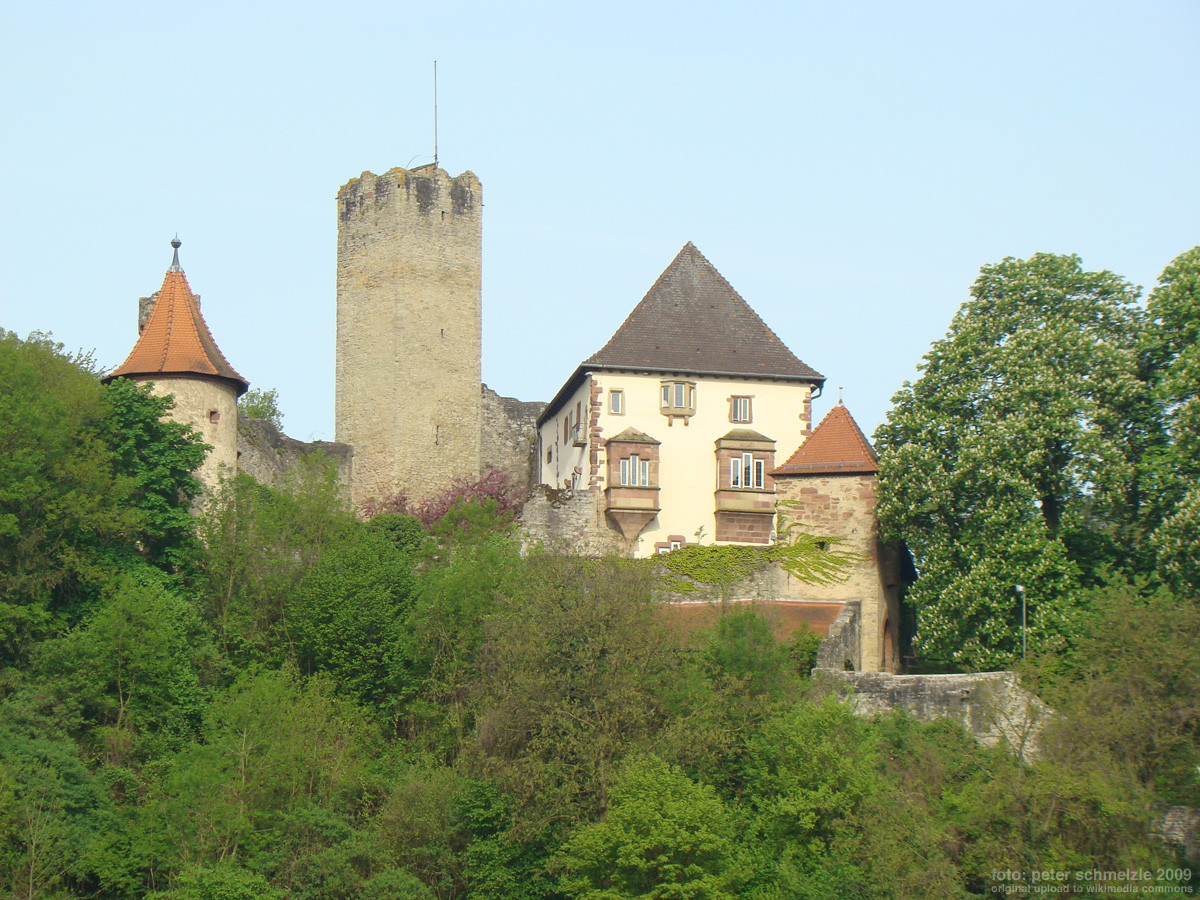
Burg Neidenstein
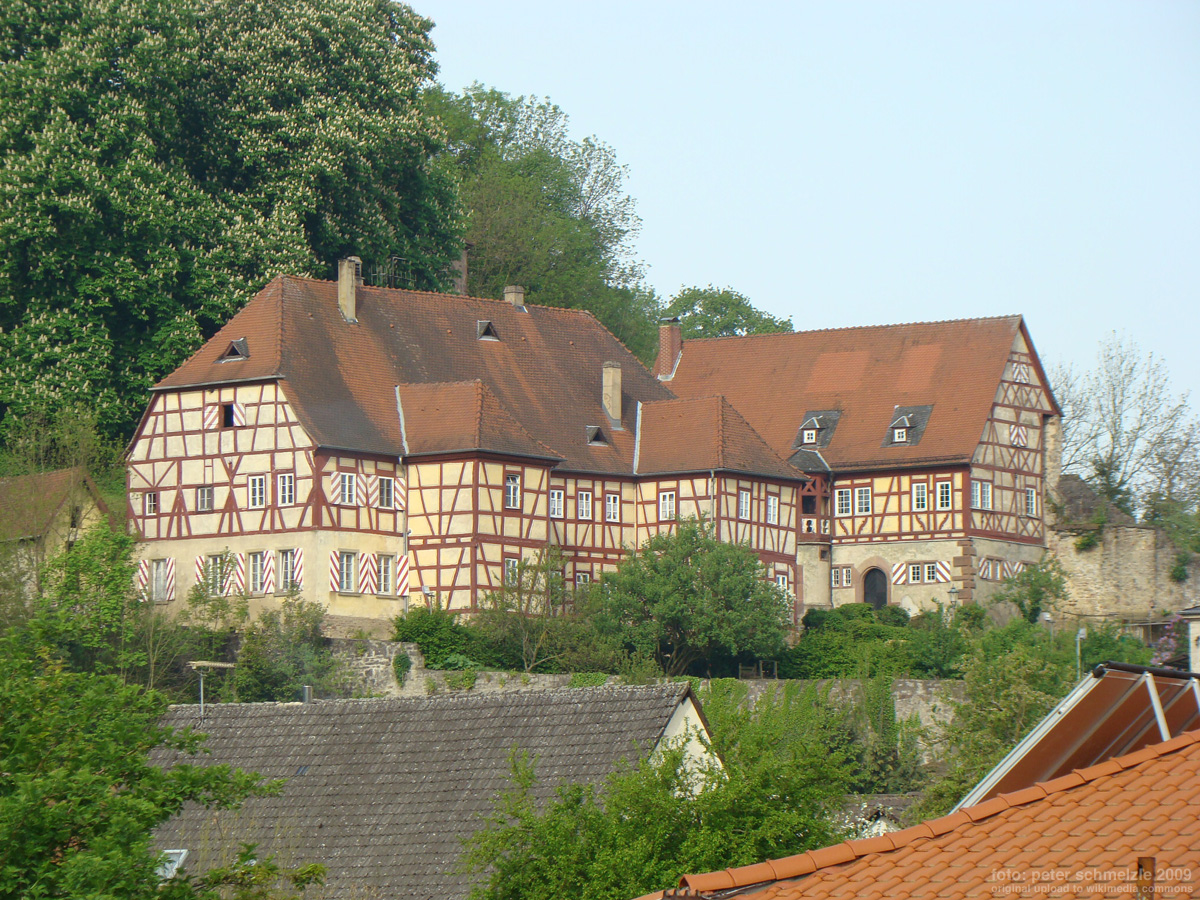
Jägerhaus und Herrenhaus in der Vorburg Neidenstein
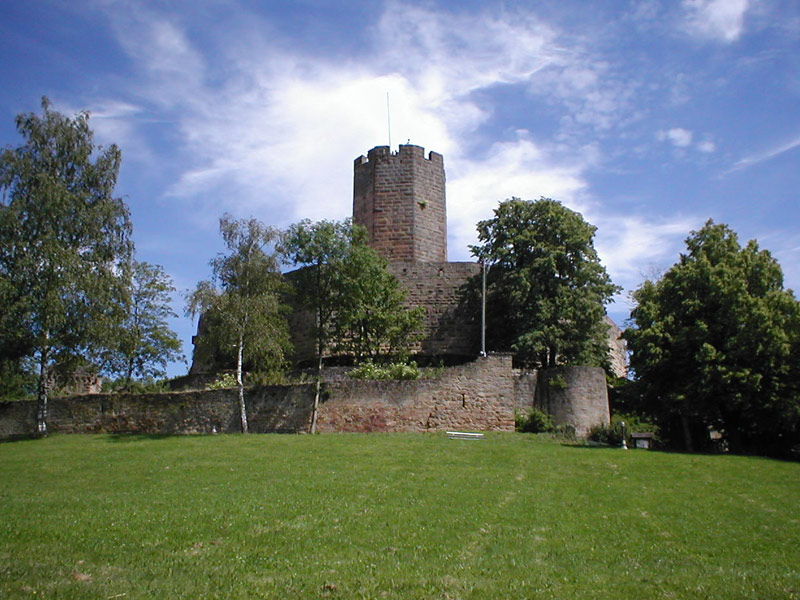
Burg Steinsberg in Sinsheim-Weiler
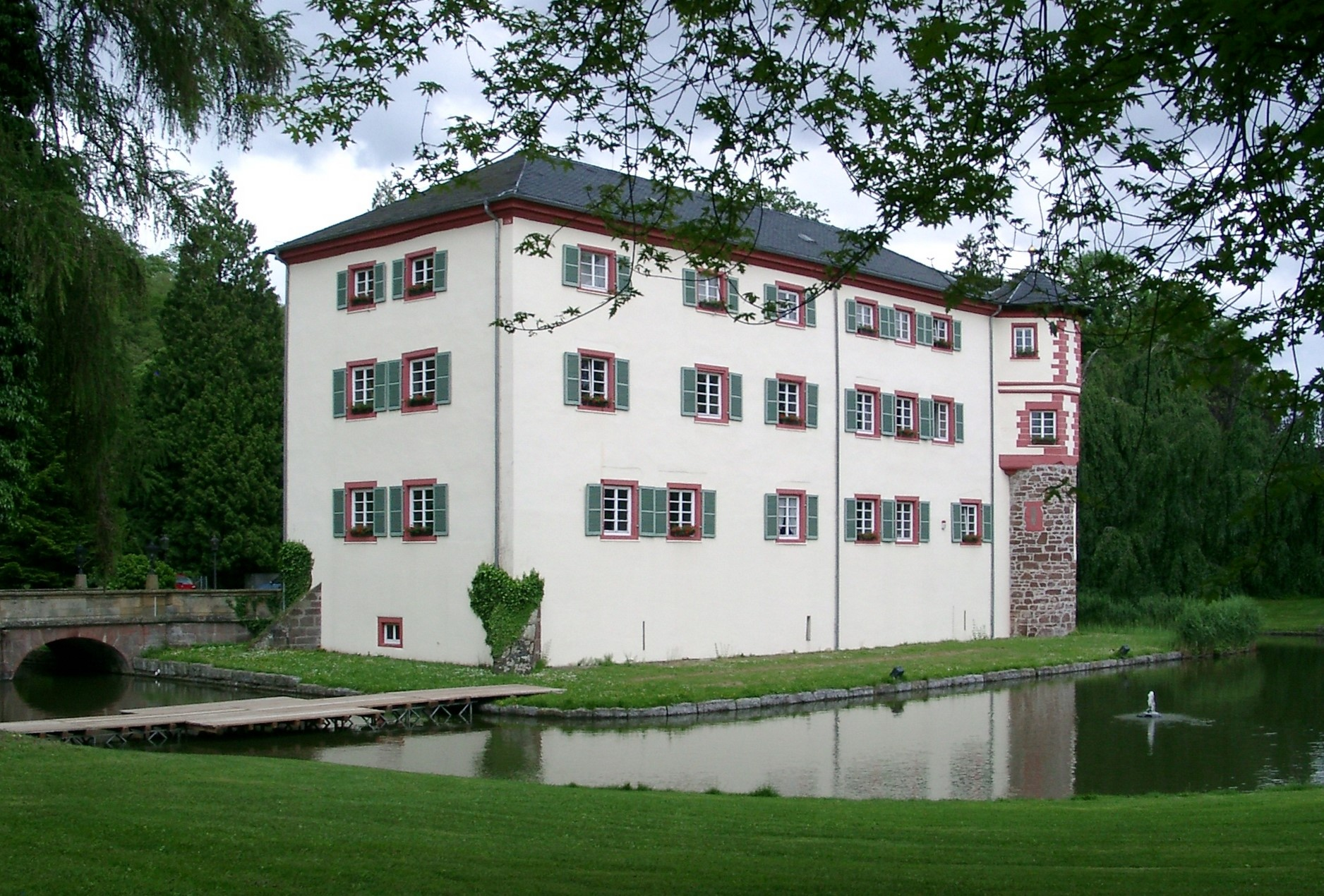
Schloss Eichtersheim in Angelbachtal zwischen Sinsheim und Bruchsal.
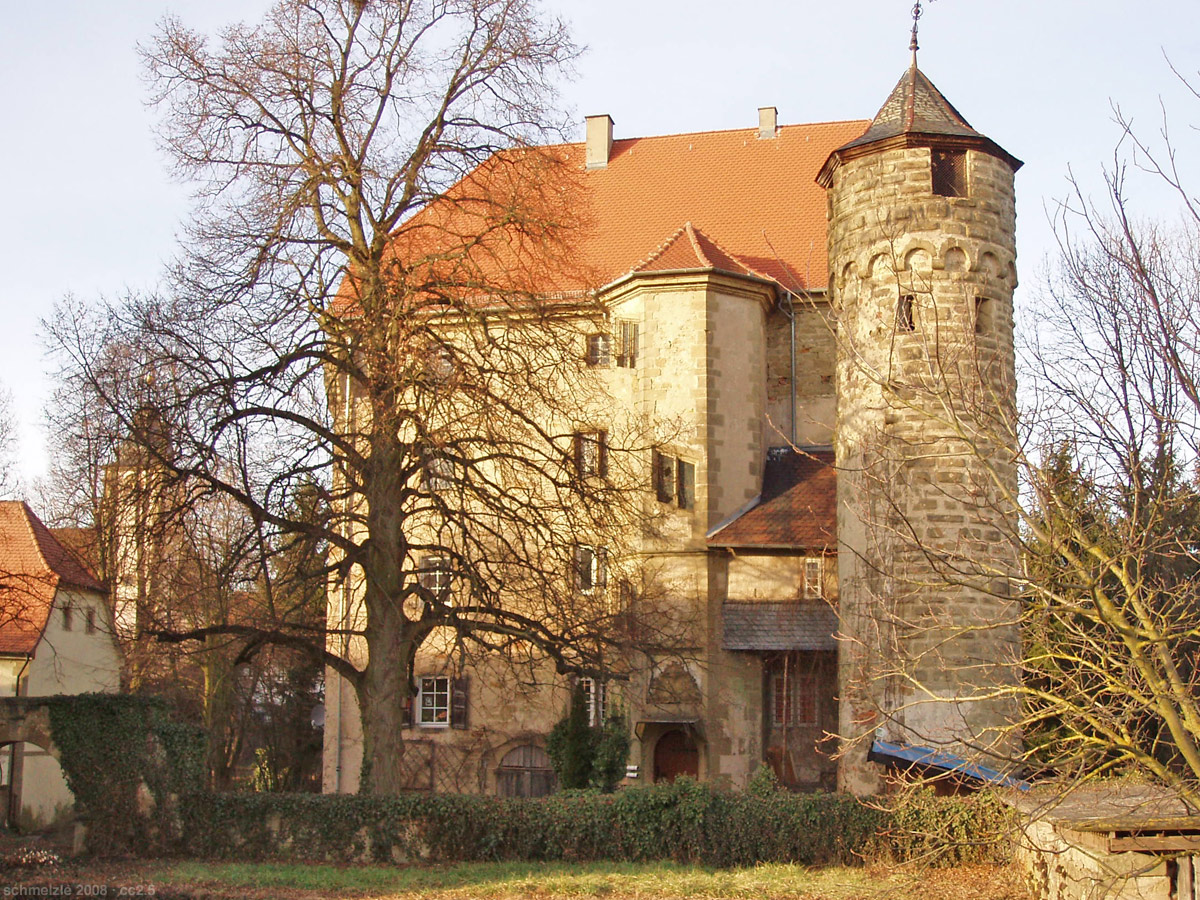
Schloss Grombach in Bad Rappenau-Grombach
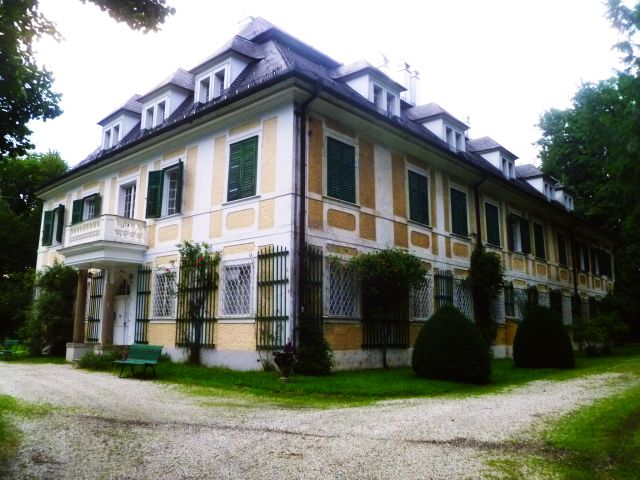
Schloss Riegerting, Oberösterreich

## Wappen
Blasonierung: In Silber zwei ins Andreaskreuz gestellte rote Lilienstäbe. Auf dem gekrönten Helm eine silberne Bischofsmütze, oben mit silbernen Kugeln und Hahnenfedern besteckt, vorn mit den gekreuzten Lilienstäben belegt. Die Helmdecken sind rot-silbern.

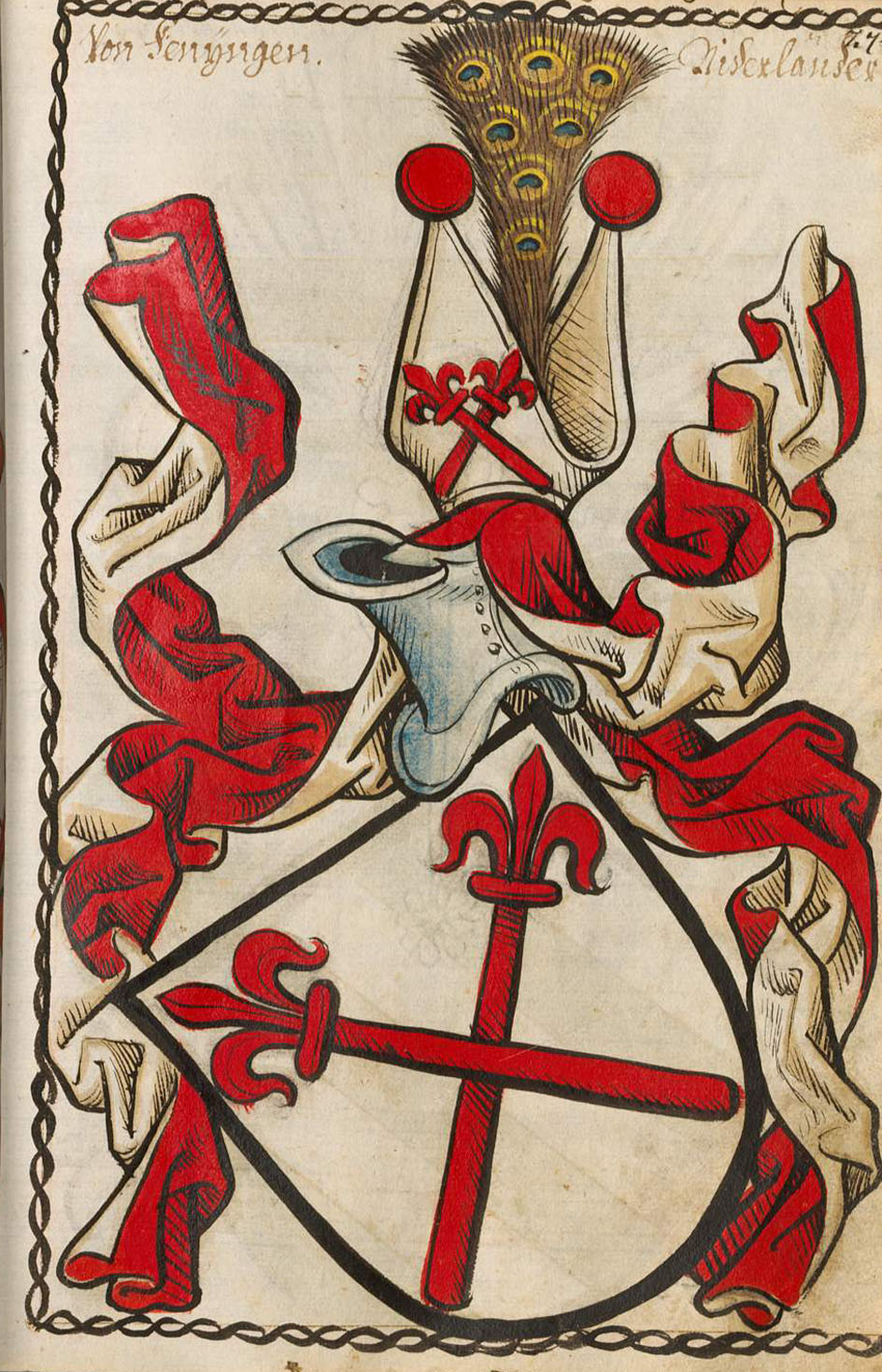
Wappen der Herren von Venningen im Scheiblerschen Wappenbuch (15. Jh.)
Wappenschema der Herren von Venningen

Einige regionale Ortswappen zeigen noch heute die gekreuzten roten Lilienstäbe (eigentlich Glefen) auf weißem Grund der hier begüterten Herren von Venningen. Die Ortswappen in ihrer heutigen Gestaltung wurden in der Regel vom badischen Generallandesarchiv um 1900 festgelegt und greifen dabei oft auf Elemente des Wappens des einstigen Ortsadels zurück. Die verwandten Herren von Remchingen führten ein invertiertes Wappen mit weißen Glefen auf rotem Grund.

Angelbachtal
Dühren
Eichtersheim
Eschelbronn
Neidenstein
Spechbach
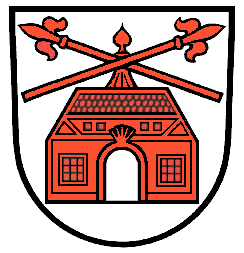
Zuzenhausen